# Flachmoore von nationaler Bedeutung im Kanton Aargau
Hier sind die Flachmoore von nationaler Bedeutung im Kanton Aargau aufgelistet. Diese Aargauer Flachmoore von nationaler Bedeutung sind in der Schweiz durch die Flachmoorverordnung des Bundes geschützt (französisch Ordonnance sur la protection des bas-marais d’importance nationale, italienisch Ordinanza sulla protezione delle paludi d’importanza nazionale). Die Verordnung stützt sich auf das Bundesgesetz vom 1. Juli 1966 über den Natur- und Heimatschutz.

## Definition
Allgemein sind Moore von Wasser geprägte Lebensräume. Unter diesen Lebensräumen gibt es auch solche, die zwar keine Moore darstellen, aber auch feuchtigkeitsgebundene Pflanzengesellschaften beherbergen wie etwa Auenwälder, Schwimmblattgesellschaften, Unterwasser- und Quellfluren. In den Mooren herrscht infolge eines erschwerten Wasserabflusses ständig oder während der meisten Zeit des Jahres ein Wasserüberschuss und Sauerstoffmangel. Letzterer führt zur Torfbildung.
Im Unterschied zu den Hochmooren stehen die Flachmoore nicht nur unter dem Einfluss von Regenwasser, sondern z. B. auch unter dem von Hangwasser, Grundwasser oder temporären Überflutungen. Die Pflanzen der Flachmoore erreichen mit ihren Wurzeln das Grund- oder Hangwasser. Dadurch werden sie etwas reichlicher mit Nährstoffen versorgt als die Torfmoose in Hochmooren. Die Vegetation ist je nach chemischen Eigenschaften des Wassers und nach den grösseren Schwankungen des Wasserspiegels produktiver und vielfältiger als diejenige der Hochmoore.
Für die Aufnahme ins Bundesinventar der Flachmoore waren zwei Kriterien entscheidend: Erstens müssen auf einer Fläche von 20 m² mindestens 10 Flachmoorarten vorkommen oder die Deckung der Flachmoorarten muss grösser sein als diejenige der übrigen Arten. Und zweitens muss die Objektfläche mindestens 1 ha umfassen.

## Ziel
Ziel der Flachmoorverordnung sind der Schutz dieser Flachmoore, die Erhaltung und Förderung der standortheimischen Pflanzen- und Tierwelt und ihrer ökologischen Grundlagen sowie die Erhaltung der geomorphologischen Eigenart. Die Gebiete sind offiziell ausgewiesene Schutzgebiete in Natur- und Landschaftsschutz.

## Internationale Koordination

### Internationales Präfix
Die Europäische Umweltagentur (European Environment Agency) koordiniert die Daten der europäischen Mitglieder. Die inventarisierten Flachmoore von nationaler Bedeutung der Schweiz führen in der internationalen Datenbank den Code «CH02».

### IUCN-Kategorie
Die Flachmoore von nationaler Bedeutung in der Schweiz sind in der IUCN-Kategorie Ia registriert. Diese umfasst Reservate, die hauptsächlich zu Forschungszwecken und zum Schutz von Wildnisarealen geschützt sind. Primär dienen sie der Erhaltung der Biodiversität und als notwendige Referenzareale für die wissenschaftliche Arbeit und das Umweltmonitoring.

## Herkunft der Daten
Die Aufstellung entspricht der Liste im Anhang 1 zur Flachmoorverordnung des Bundes vom 7. September 1994, die am 1. Oktober 1994 in Kraft trat und zuletzt 12. Mai 2021 aktualisiert wurde. Von dort stammen die Nummer des Objekts, die Angabe zur Fläche inklusive umliegender Pufferzonen, die Angabe zur Standortgemeinde und zum Jahr der Ausweisung sowie der Link zur Lokalisierung des Objekts auf der dynamischen Karte von Swisstopo und die Geokoordinaten, die auf der Basis der Schweizer Landeskoordinaten in einen internationalen Standard transformiert wurden. Von der Common Database on Designated Areas der Europäischen Umweltagentur (IUCN) stammen die Angaben zur IUCN-Kategorie und der CDDA-Sitecode mit dem Link zu deren Karte.

## Liste der Flachmoore im Kanton Aargau
| Objekt (Swisstopo) | Gebietsname Lokalität              | Standort- Gemeinde                          | CDDA- Sitecode    | Fläche in ha | Koordinate            | Jahr der Ausweisung   | Bild                  | Wikidata Q-ID         |
| ------------------ | ---------------------------------- | ------------------------------------------- | ----------------- | ------------ | --------------------- | --------------------- | --------------------- | --------------------- |
| AG-5               | Rüssmatte Jonen                    | Jonen                                       | 166587            | 3,06         | ⊙                     | 1994, rev. 2017       | Bild gesucht BW       | Q108204313            |
| AG-304             | Birriweiher-Vordererlen            | Aristau, Merenschwand                       | 555597065         | 7,49         | ⊙                     | 2017                  | Bild gesucht BW       | Q108086154            |
| AG-306             | Siebeneichen                       | Merenschwand                                | 166609            | 13,35        | ⊙                     | 1994, rev. 2017       | Bild gesucht BW       | Q108087586            |
| AG-307             | Schorengrindel                     | Merenschwand                                | 166623            | 9,63         | ⊙                     | 1994, rev. 2017       | Bild gesucht BW       | Q108087600            |
| AG-309             | Seematte/Hellsee                   | Aristau                                     | 166592            | 11,75        | ⊙                     | 1994, rev. 2017       | Bild gesucht BW       | Q108204318            |
| AG-311             | Burenholz                          | Aristau, Merenschwand                       | 166596            | 17,00        | ⊙                     | 1994, rev. 2017       | Bild gesucht BW       | Q108204323            |
| AG-313             | Bunau                              | Merenschwand                                | 347991            | 7,36         | ⊙                     | 1994, rev. 2017       | Bild gesucht BW       | Q108089593            |
| AG-314             | Rottenschwilermoos                 | Rottenschwil                                | 166556            | 13,76        | ⊙                     | 1994, rev. 2017       | Bild gesucht BW       | Q108087542            |
| AG-315             | Stille Reuss                       | Rottenschwil                                | 166564            | 15,34        | ⊙                     | 1994, rev. 2017       | Bild gesucht BW       | Q108087551            |
| AG-316             | Giriz Rottenschwil                 | Rottenschwil                                | 166568            | 7.07         | ⊙                     | 1994, rev. 2017       | Bild gesucht BW       | Q108068991            |
| AG-320             | Ober- und Untersee                 | Aristau, Rottenschwil                       | 166577            | 13,32        | ⊙                     | 1994, rev. 2017       | Bild gesucht BW       | Q108087564            |
| AG-322             | Aristauer Schachen                 | Aristau                                     | 166583            | 4,83         | ⊙                     | 1994, rev. 2017       | Bild gesucht BW       | Q108204308            |
| AG-323             | Schnäggematte                      | Rottenschwil, Unterlunkhofen                | 166565            | 9,08         | ⊙                     | 1994, rev. 2017       | Bild gesucht BW       | Q108087552            |
| AG-2370            | Verlandung im Klingnauer Stausee   | Böttstein                                   | 166463            | 10,86        | ⊙                     | 1994                  | Bild gesucht BW       | Q108087428            |
| AG-2371            | Gippinger Grien                    | Leuggern                                    | 166462            | 7,81         | ⊙                     | 1994                  | Bild gesucht BW       | Q108204263            |
| AG-2763            | Fronwald                           | Arni                                        | 166558            | 2,60         | ⊙                     | 1994, rev. 2017       | Bild gesucht BW       | Q108087544            |
| AG-2767            | Tote Reuss                         | fischbach-göslikon                          | 166527            | 8,62         | ⊙                     | 1994, rev. 2017       | Bild gesucht BW       | Q108087516            |
| AG-2769            | Fischbacher Moos                   | Bremgarten, Spreitenbach                    | 166536            | 2,79         | ⊙                     | 1994, rev. 2017       | Bild gesucht BW       | Q10820427             |
| AG-2774            | Egelsee/Seematten                  | Bergdietikon, Spreitenbach                  | 166519            | 6,49         | ⊙                     | 1994, rev. 2017       | Bild gesucht BW       | Q108087508            |
| AG-2777            | Hagnauer Schachen                  | Merenschwand                                | 166663            | 3,97         | ⊙                     | 1994                  | Bild gesucht BW       | Q108087630            |
| AG-2778            | Schoren Schachen                   | Mühlau                                      | 166679            | 21,09        | ⊙                     | 1994, rev. 2017       | Bild gesucht BW       | Q108087646            |
| AG-2783            | Neuland                            | Merenschwand                                | 166612            | 6,86         | ⊙                     | 1994, rev. 2017       | Bild gesucht BW       | Q108087589            |
| AG-2786            | Friedgraben/Hangried Oberlunkhofen | Oberlunkhofen, Rottenschwil, Unterlunkhofen | 166569            | 10,30        | ⊙                     | 1994, rev. 2017       | Bild gesucht BW       | Q108087555            |
| AG-2787            | Boniswiler-Seenger Ried            | Boniswil, Seengen                           | 166562            | 44,05        | ⊙                     | 1994                  |                       | Q108087548            |
| AG-6204            | Schachen                           | Oberrüti                                    | 555597150         | 9,65         | ⊙                     | 2017                  | Bild gesucht BW       | Q108086272            |
| AG-6768            | Rütermoos                          | Niederwil                                   |                   |              | ⊙                     | 1994                  | Bild gesucht BW       | Q108204276            |
| 26                 | Objekte insgesamt                  | Objekte insgesamt                           | Objekte insgesamt | 971,19       | ha gesamte Moorfläche | ha gesamte Moorfläche | ha gesamte Moorfläche | ha gesamte Moorfläche |